# جزیره میلمن
جزیره میلمن (به انگلیسی: Milman Islet) جزیره کوچکی در شمال خلیج شلبرن در شمال کوئینزلند ، استرالیا و در حدود ۱۴۰ کیلومتری شمال کیپ گرانول در شبه جزیره کیپ نیویورک در پارک دریایی بزرگ پارک دریایی کوئینزلند استرالیا است. این مکان همچنین محل لانه‌گذاری لاک‌پشت پوزه‌عقابی است.
این جزیره در حدود ۳۰ کیلومتری اورفورد ناس  قرار گرفته است. 